# XF-103 (航空機)

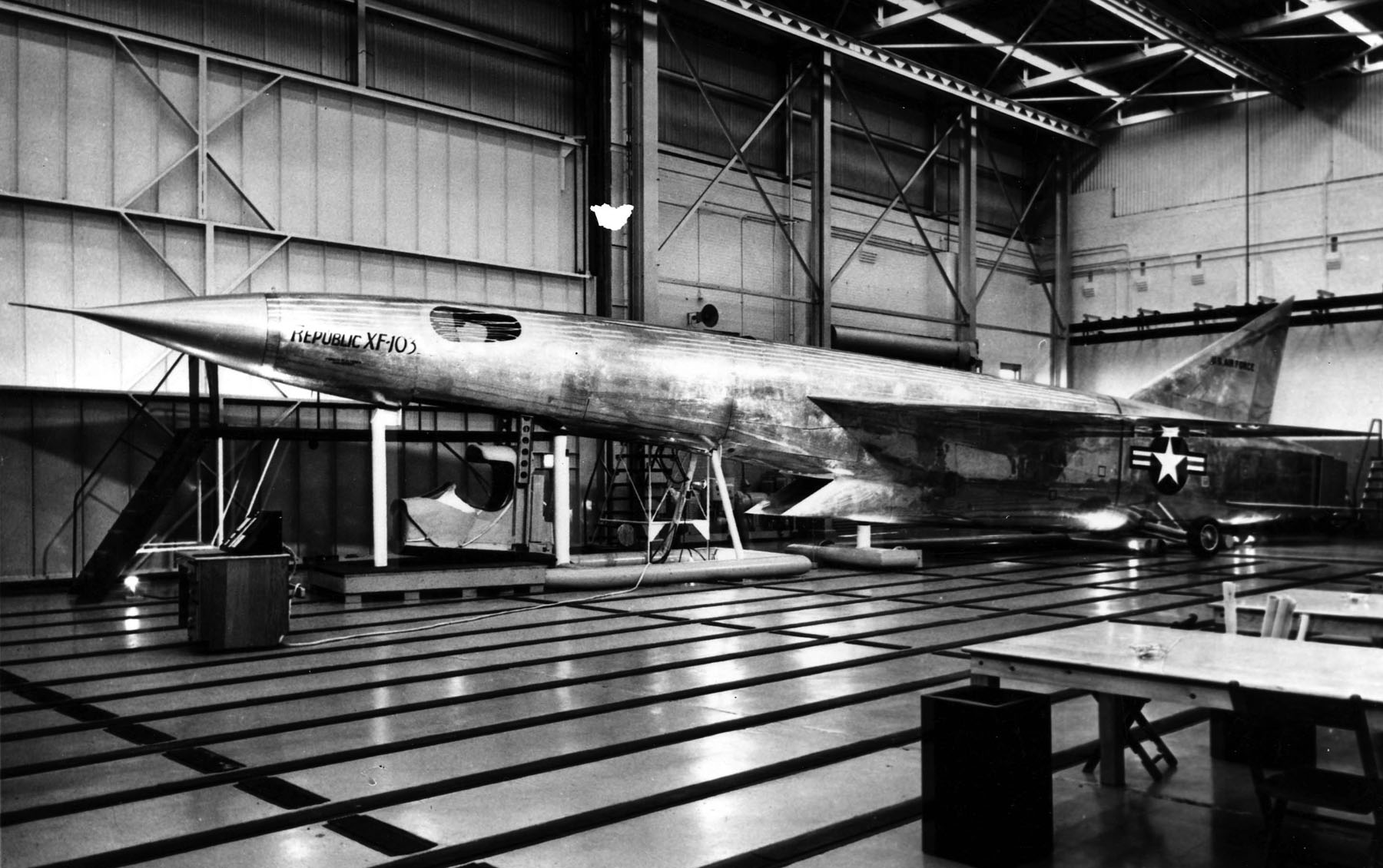
XF-103の実物大モックアップ

XF-103はアメリカ合衆国のリパブリック・アビエーション社がアメリカ空軍向けに開発していた戦闘機である。
マッハ3.7を目指す高速迎撃機の計画であったが、モックアップの完成のみで1957年に開発中止となった。

## 概要
1949年頃よりアメリカ空軍はかねてよりの実用化の目処が立った空対空ミサイルを主武装とした新しい防空用の高速迎撃機を求めており、1954年度の就役を目標とした"Weapon System 201A; WS-201A"（計画通称："1954 Interceptor"）として1951年にコンベア社の"Model 8"とリパブリック社の"Model AP57"が設計比較された。
比較の結果コンベア社案がF-102として採用されたが、F-102より更に高性能の機体が求められ、研究用にリパブリック社案のAP57を更に発展させたものをXF-103として開発することとなった。
諸々の困難はあったものの機体の設計は順調に進み、モックアップは完成したものの、素材として選ばれたチタニウムの加工が困難なことや、求められる高速性能を発揮できるエンジンが完成せず、価格の高騰と計画の遅延により1957年8月に開発は中止された。

## 構成
XF-103は開発当時としては飛びぬけた高速機であり、最大速度は高度3万mにおいてマッハ3.7を目指していた。機体はチタニウムで構成されており、エンジンはターボジェットエンジンに加えてラムジェットエンジンを搭載していた。
主翼はデルタ翼であり、尾翼もデルタ形状となっている。インテイク（空気取入口）は機体下面にあり、鋭角的な二次元形状で構成されていた。
コックピットは高速化のために空気抵抗を減らすためと、想定されるマッハ3の発揮状態における機体表面の過熱状態に耐える素材が確保できなかったことから、前面風防がなくキャノピーが突出しない形状となっており、パイロットが直接確認できる視界は側面方向しかない。前方視界は単眼式ペリスコープによって得た光像をコクピット前面のスクリーンに投影することで確保される。この装置はF-84Gの改造機に装着して実際の試験を行っている。なお、高空を超音速で飛行するという特性上、コクピット部は完全与圧のカプセル構造になっており、非常時にはカプセルごと下方に射出することになっていた。
エンジンはYJ67 ターボジェットエンジンおよびXRJ55 ラムジェットエンジンの2基を搭載しており、ターボジェットとラムジェットエンジンは一つの空気取入口から分岐した個別の吸気路を持っていた。離着陸時はアフターバーナー付きのターボジェットを用い、十分な速度を確保した後に吸気路を切り替え、アフターバーナーの燃焼室をラムジェットエンジンの燃焼室として用い、さらなる加速を実現するものである。
武装は機体内搭載式で、胴体中央部、コクピットと主翼の間にある6箇所（機体側面上部に1室、下部に縦列に2室の計3室を左右両側に備える）の個別のウエポンベイにAIM-4ファルコンまたはAIM-47ファルコン、あるいはMk4 FFAR 2.75インチ(70 mm)空対空ロケット弾を搭載する計画となっていた。固定武装はなく、機関砲や空対空ロケット弾の固定発射機などは装備していない。
目標の索敵や評定、会敵誘導は自動迎撃システムからの指示によって行われ、F-106と同様に乗員による操作は最小限にすることが考えられていた。

## 要目
- 全長：23.5m
- 全幅：10.5m
- 全高：5.05m
- 自重：11t

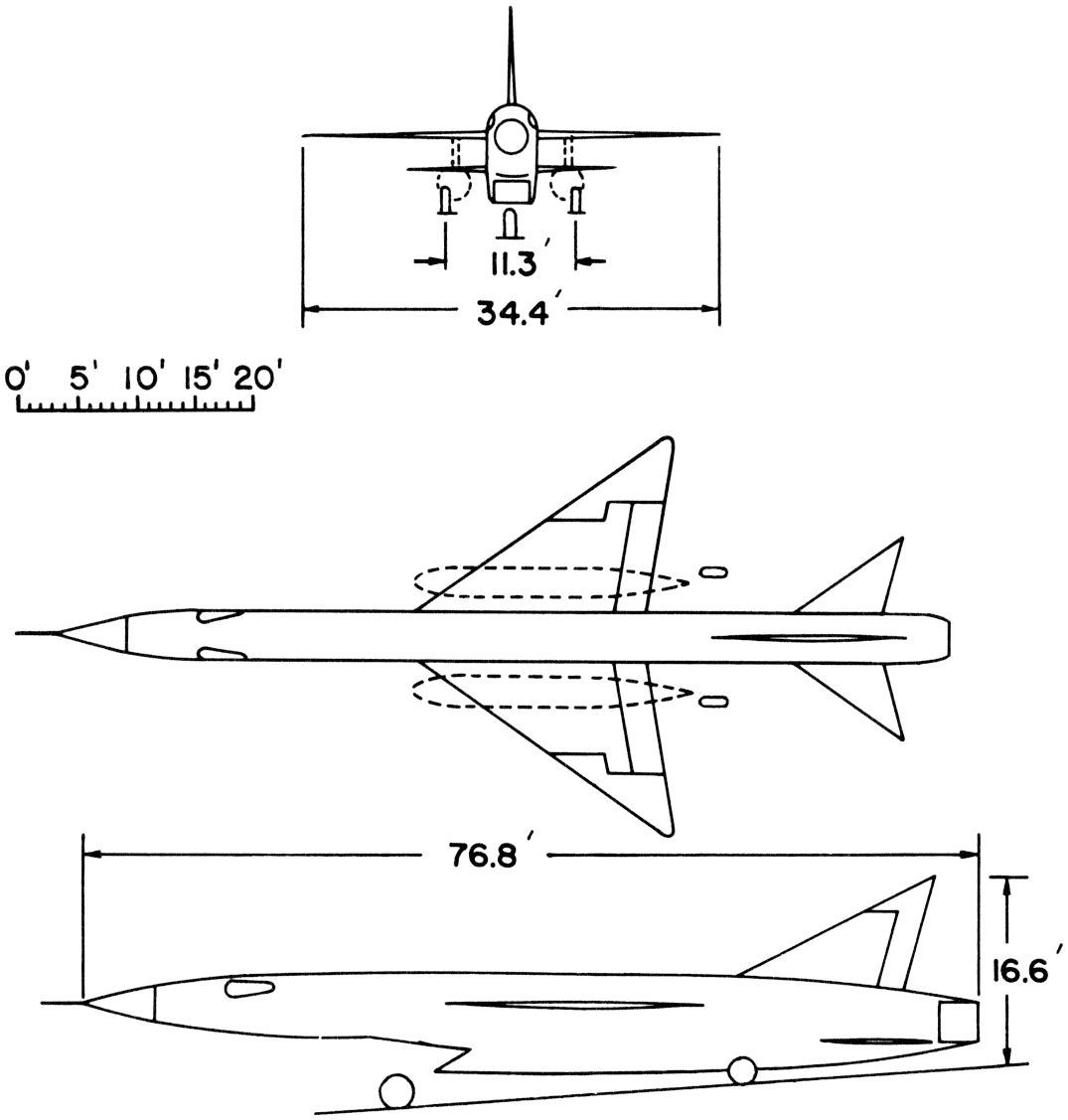
XF-103 三面図

- エンジン：ライトYJ67ターボジェットエンジン（推力約6.7t）1基　および　ライトXRJ55ラムジェットエンジン（推力約8.4t）1基
- 乗員：1名
- 最大速度：マッハ3.7
- 武装：
  - AIM-4ファルコンまたはAIM-47ファルコン 空対空ミサイル 最大6発

または
- Mk4 FFAR 2.75インチ(70 mm)空対空ロケット弾 最大36発